# Naked Eyes (Tim Weisberg)
Naked Eyes is het achttiende muziekalbum van de fluitist Tim Weisberg. Het verscheen op het platenlabel Fahrenheit Records. Het album is meer een soloalbum dan zijn vorige albums. De overige musici zijn meer ondergeschikt gemaakt aan Weisberg en zijn maatje van destijds David Benoit komt maar af en toe meespelen. Het album is opgenomen in studio’s in Torrance (Californië) en Westlake Village.

## Musici
- Tim Weisberg – dwarsfluit
- Todd Robinson, Pat Kelley – gitaar
- Abraham Laboriel – basgitaar
- Larry Cohn, David Benoit, John Beesley – keyboards
- Luis Conte, Jeffrey Weber – percussie
- John Ferrero– slagwerk

## Composities
1. I'm talking to you (Cohn) (4:31)
2. After the rain (Robinson) (5:02)
3. Brazilian dance (Cohn) (4:11)
4. Naked eyes (Cohn)(5:32)
5. Touch the sky (Cohn) (4:11)
6. Words unspoken (Joel Pimmer, Cohn) (5:20)
7. Yoyo (Beesley)(4:37)
8. A better world (Cohn)(4:52)
9. Dion Blue (Doug Anderson) (3:57) (een oud nummer van de band uit de jaren 70)
10. Double trouble (Beesley)